# 山白前
山白前（学名：Cynanchum fordii）是夹竹桃科鹅绒藤属的植物。分布在中国大陆的广东、福建、云南、湖南等地，生长于海拔300米的地区，见于山谷疏林下、山地林缘及路边灌木丛中向阳处，目前尚未由人工引种栽培。